# Puerto Esperanza (Perú)
Puerto Esperanza es una localidad peruana capital del distrito y la provincia de Purús en el departamento de Ucayali. Está ubicado en el Sureste del país a orillas del río Purús a poca distancia de la frontera con Brasil.
Puerto Esperanza es una de las poblaciones más incomunicadas del Perú ya que la única forma de llegar al poblado es por vía aérea, pero antes de 1956 la situación era peor aún, ya que solo llegaban embarcaciones por vía fluvial y pequeños hidroaviones cuando crecía el río. Fue entonces que el alférez de la Guardia Civil Don Ramiro Aparcana, junto con los seis efectivos de su destacamento, con a los animosos y entusiastas pobladores y colonos empezaron la tarea titánica de construir su propio aeropuerto, en una zona plana y larga que había descubierto Aparcana.
A sus alrededores se encuentra el inmenso parque nacional Alto Purús.

## Clima / Recorte de premsa

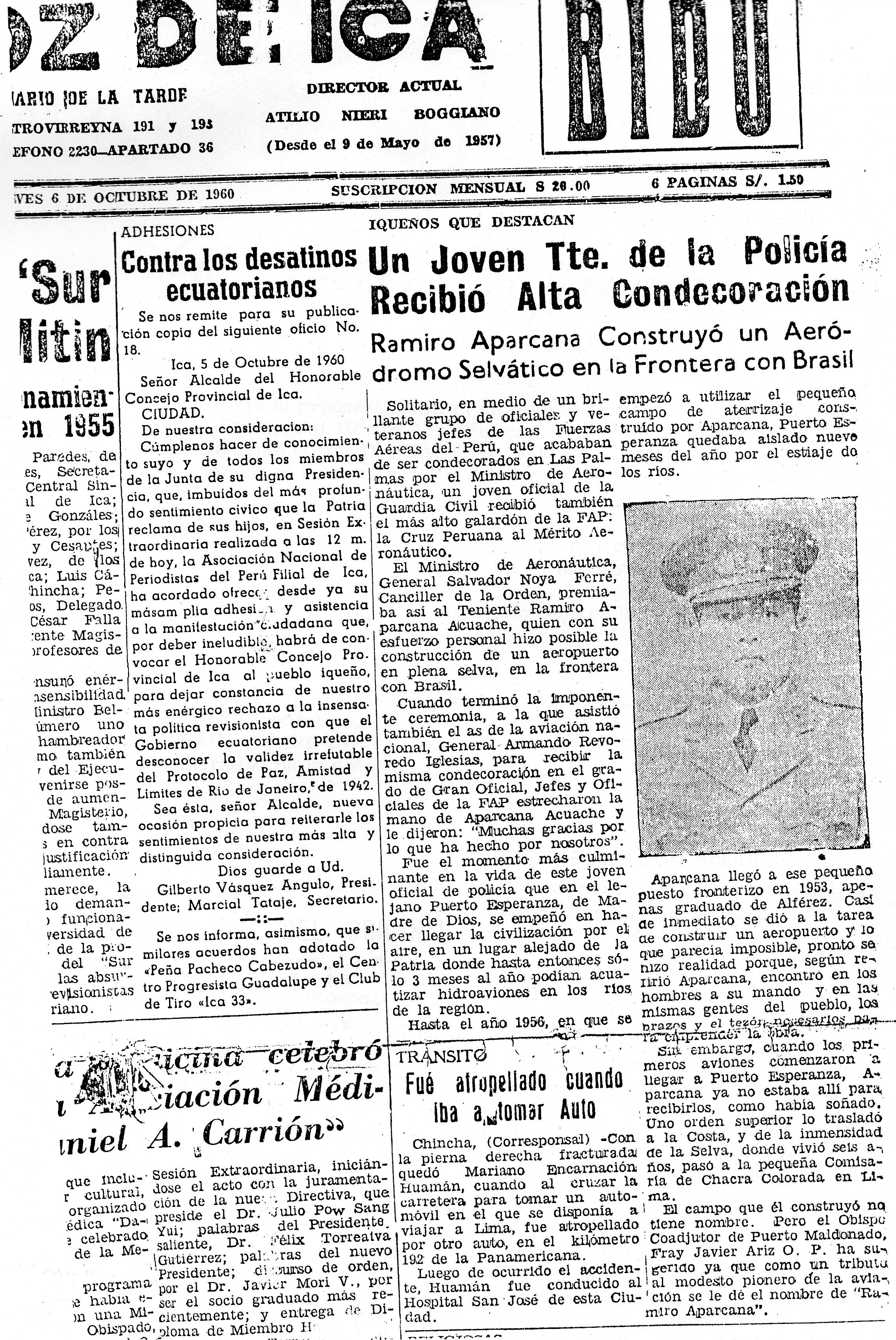

## Véase también

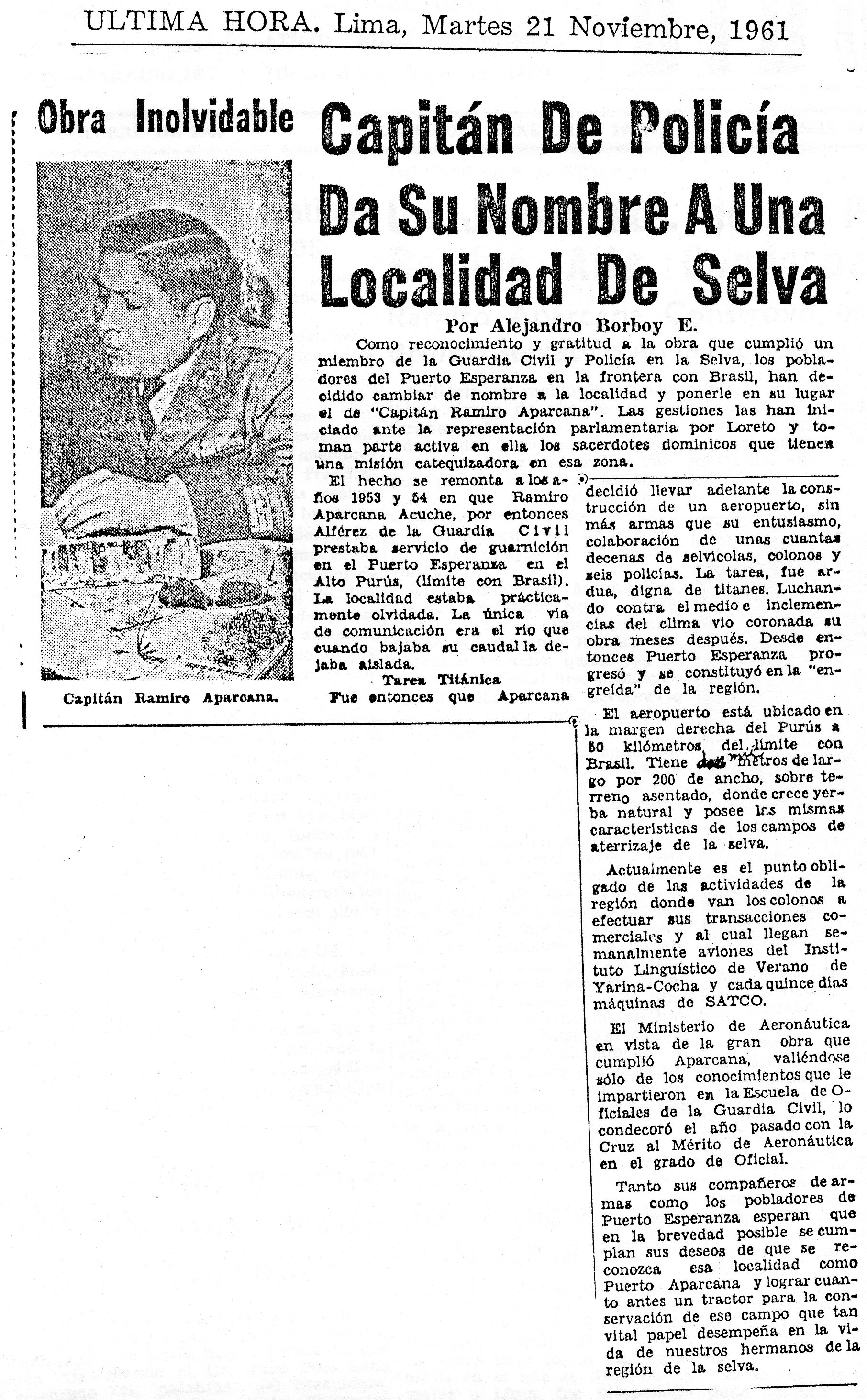

## Clima
| Parámetros climáticos promedio de Puerto Esperanza | Parámetros climáticos promedio de Puerto Esperanza | Parámetros climáticos promedio de Puerto Esperanza | Parámetros climáticos promedio de Puerto Esperanza | Parámetros climáticos promedio de Puerto Esperanza | Parámetros climáticos promedio de Puerto Esperanza | Parámetros climáticos promedio de Puerto Esperanza | Parámetros climáticos promedio de Puerto Esperanza | Parámetros climáticos promedio de Puerto Esperanza | Parámetros climáticos promedio de Puerto Esperanza | Parámetros climáticos promedio de Puerto Esperanza | Parámetros climáticos promedio de Puerto Esperanza | Parámetros climáticos promedio de Puerto Esperanza | Parámetros climáticos promedio de Puerto Esperanza |
| Mes                                                | Ene.                                               | Feb.                                               | Mar.                                               | Abr.                                               | May.                                               | Jun.                                               | Jul.                                               | Ago.                                               | Sep.                                               | Oct.                                               | Nov.                                               | Dic.                                               | Anual                                              |
| -------------------------------------------------- | -------------------------------------------------- | -------------------------------------------------- | -------------------------------------------------- | -------------------------------------------------- | -------------------------------------------------- | -------------------------------------------------- | -------------------------------------------------- | -------------------------------------------------- | -------------------------------------------------- | -------------------------------------------------- | -------------------------------------------------- | -------------------------------------------------- | -------------------------------------------------- |
| Temp. máx. media (°C)                              | 29                                                 | 29                                                 | 28.8                                               | 28.6                                               | 28                                                 | 28.1                                               | 29.1                                               | 31                                                 | 31.1                                               | 30.3                                               | 29.4                                               | 29.2                                               | 29.3                                               |
| Temp. media (°C)                                   | 24.9                                               | 24.9                                               | 24.8                                               | 24.6                                               | 24                                                 | 23.8                                               | 24                                                 | 25.4                                               | 25.9                                               | 25.6                                               | 25.2                                               | 25.1                                               | 24.9                                               |
| Temp. mín. media (°C)                              | 22.5                                               | 22.5                                               | 22.4                                               | 22.1                                               | 21.3                                               | 20.7                                               | 20.3                                               | 21.1                                               | 22.1                                               | 22.6                                               | 22.5                                               | 22.6                                               | 21.9                                               |
| Días de lluvias (≥ 1 mm)                           | 20                                                 | 18                                                 | 20                                                 | 17                                                 | 12                                                 | 8                                                  | 5                                                  | 7                                                  | 10                                                 | 15                                                 | 17                                                 | 19                                                 | 168                                                |
| Fuente: climate-data.org                           |                                                    |                                                    |                                                    |                                                    |                                                    |                                                    |                                                    |                                                    |                                                    |                                                    |                                                    |                                                    |                                                    |